# Прапор Скадовського району
Пра́пор Скадо́вського райо́ну — офіційний символ Скадовського району Херсонської області, затверджений 29 травня 2008 року рішенням № 382 25 сесії Скадовської районної ради. Автором проекту прапора є Андрій Турик.

## Опис
Прапор являє собою прямокутне полотнище зі співвідношенням сторін 2:3, що складається з трьох горизонтальних рівновеликих смуг: синьої, білої, жовтої. У центрі полотнища розміщено герб району.
Герб — це щит, перетятий трьома срібними хвилястими балками на срібне та лазурове поля. В першому полі сходить золоте сонце, а на другому полі розташовано червоний маяк. Щит обрамлено золотим декоративним картушем, увінчано короною у вигляді вітрильника та облямовано золотим колоссям пшениці, обвитим стрічкою з написом «Скадовський район» і роком його утворення — «1923».